# Niphona excisa
Niphona excisa är en skalbaggsart som beskrevs av Francis Polkinghorne Pascoe 1862. Niphona excisa ingår i släktet Niphona och familjen långhorningar. Inga underarter finns listade i Catalogue of Life.